# Центар Жорж Помпиду
Центар Жорж Помпиду (фр. Centre national d'art et de culture Georges-Pompidou), такође познат као само Центар Помпиду, је комплекс у Паризу, Француска, у делу града Бобур, који припада четвртом арондисману Париза. Изграђен је у стилу Хај-тек архитектуре. У близини се налази Културни центар Србије.
У овом комплексу су смештени републичка библиотека, Музеј модерне уметности и IRCAM (центар за музичка и акустичка истраживања). Назван је по Жоржу Помпидуу, председнику Француске 1969. до 1974. године. Званично је отворен 31. јануара
1977. од стране председника Валерија Жискара Д'Естена. До сада је имао више од 150 милиона посетилаца.

### Архитектура
Помпиду су пројектовали архитекте Ренцо Пјано, Ричард Роџерс и Ђијанфранко Франћини.
Сви структурни елементи грађевине су обележени бојама: зелене цеви су водоводне инсталације, плаве су за контролу климе, електричне жице су жуте, а простори за кретање посетилаца и уређаји за безбедност су црвени.
Градња је завршена 1977. године. Коштала је око 993 милиона Француских франака. Рестаурација је рађена од 1996. до 2000. године. и коштала је око 576 милиона франака. Ова зграда има 3 спрата. Дугачка је 166 метара, широка 60 метара и висока 42 метра.

### Фонтана Стравински
У близини центра Жорж Помпиду се налази Фонтана Стравински, на тргу Стравински која се састоји од 16 померајућих скулптура које прскају воду. Дизајниране су од стране Ники де Сен Фал и Жан Тингулеи и представља радове композитора Игора Стравинског. Фонтана је отворена 1983. године.

### Превоз
Најближе станице метроа су Les Halles и Rambuteau.